# Святой Пётр (шнява)
«Святой Пётр» — шнява Каспийской флотилии Российской империи, находившаяся в составе флота с 1746 года, одна из трёх шняв типа «Святая Екатерина». Во время несения службы совершала плавания в акватории Каспийского моря в том числе до берегов Персии. В 1794 году разбилась в районе острова Святой.

## Описание судна
Парусная шнява с деревянным корпусом, одна из трёх шняв типа «Святая Екатерина». Длина судна между перпендикулярами по сведениям из различных источников составляла 23,77—23,8 метра, ширина 6,9—6,91 метра, а осадка 2,9 метра. Артиллерийское вооружение шнявы состояло из 12 орудий и 20 фальконетов.

## История службы
Шнява «Святой Пётр» была заложен на стапеле Казанского адмиралтейства и после спуска на воду в 1746 году вошла в состав Каспийской флотилии России
В кампанию с 1746 совершала плавания в Каспийское море. В 1747 и 1748 годах ходила в Персию.
В 1749 году также находилась в плавании в Каспийском море, во время которого разбилась в районе острова Святой.

## Командиры шнявы
Командирами шнявы «Святой Пётр» в составе Российского императорского флота в разное время служили:
- мичман А. Б. Биреев (1746—1748 годы)[8];
- мичман В. Паренаго (1749 год)[9].